# Neobisium beroni
Neobisium beroni är en spindeldjursart som beskrevs av Beier 1963. Neobisium beroni ingår i släktet Neobisium och familjen helplåtklokrypare. Inga underarter finns listade i Catalogue of Life.